# Jaume Cabruja
Jaume Cabruja (Reus, 1752 - Barcelona, 25 de novembre de 1831), va ser un missioner paül.
Va fer els vots el 1770, any en què va ser sagristà de la Prioral de Sant Pere de Reus. Va ser destinat a Barbastre i després a Mallorca, on va ser superior del convent (1795-1799). El 1799 va viatjar a Reus, on volia reclamar una herència. Va haver de pledejar i no va tornar a la congregació. Els superiors, després d'un advertiment, el van expulsar. Aconseguí una plaça a l'església de sant Pere de Reus i després va ser capellà de les monges Jerònimes a Barcelona.
Va publicar unes Vindicias apologéticas compuestas por el Rdo, Jaime Cabruja, Presbítero de Reus, infamemente condenado reo y despojado injustamente de sus bienes por dos abogados. Tarragona: Por Miguel y Joaquín Puigrubí, 1810, reivindicant la seva herència i el més polèmic Antidoto verdadero contra la doctrina de tres proposiciones que se leen en un dictamen dado por el Dr. D. Antonio José Ruiz de Padron, ministro calificado del Santo Oficio, abad de Villamartín, sobre el Tribunal de la Inquisición. Reus: en la oficina de Rubió, 1813, on carregava contra la dissolució de la Inquisició que proposava la Constitució de Cadis.